# Comostola
Comostola là một chi bướm đêm thuộc họ Geometridae.

## Các loài
- Comostola cedilla Prout, 1917
- Comostola chlorargyra (Walker, 1861)
- Comostola citrolimbaria (Guenée, 1857)
- Comostola conchylias Meyrick, 1889
- Comostola dyakaria (Walker, 1861)
- Comostola enodata Holloway, 1996
- Comostola haplophanes Turner, 1910
- Comostola hauensteini Smetacek, 2004
- Comostola iodioides (Lucas, 1891)
- Comostola laesaria (Walker, 1861)
- Comostola leucomerata (Walker, 1866)
- Comostola meritaria (Walker, 1861)
- Comostola minutata (Druce, 1888)
- Comostola nereidaria (Snellen, 1881)
- Comostola orestias Prout, 1934
- Comostola prasochroa (Turner, 1931)
- Comostola pyrrhogona (Walker, 1866)
- Comostola rhodoselas (Prout)
- Comostola simplex (Warren)
- Comostola subtiliaria (Bremer, 1864)
- Comostola turgescens (Prout, 1917)

## Hình ảnh

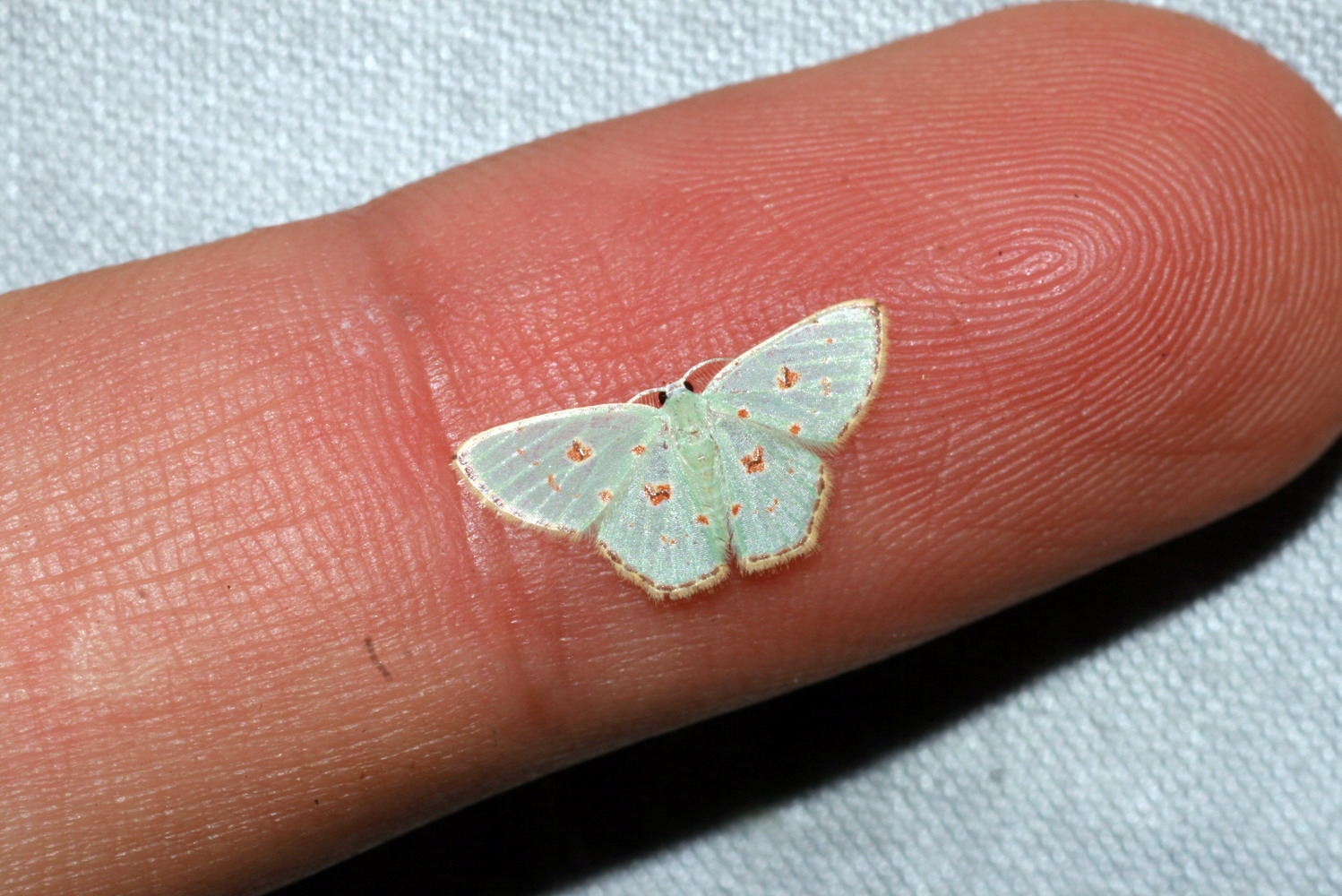
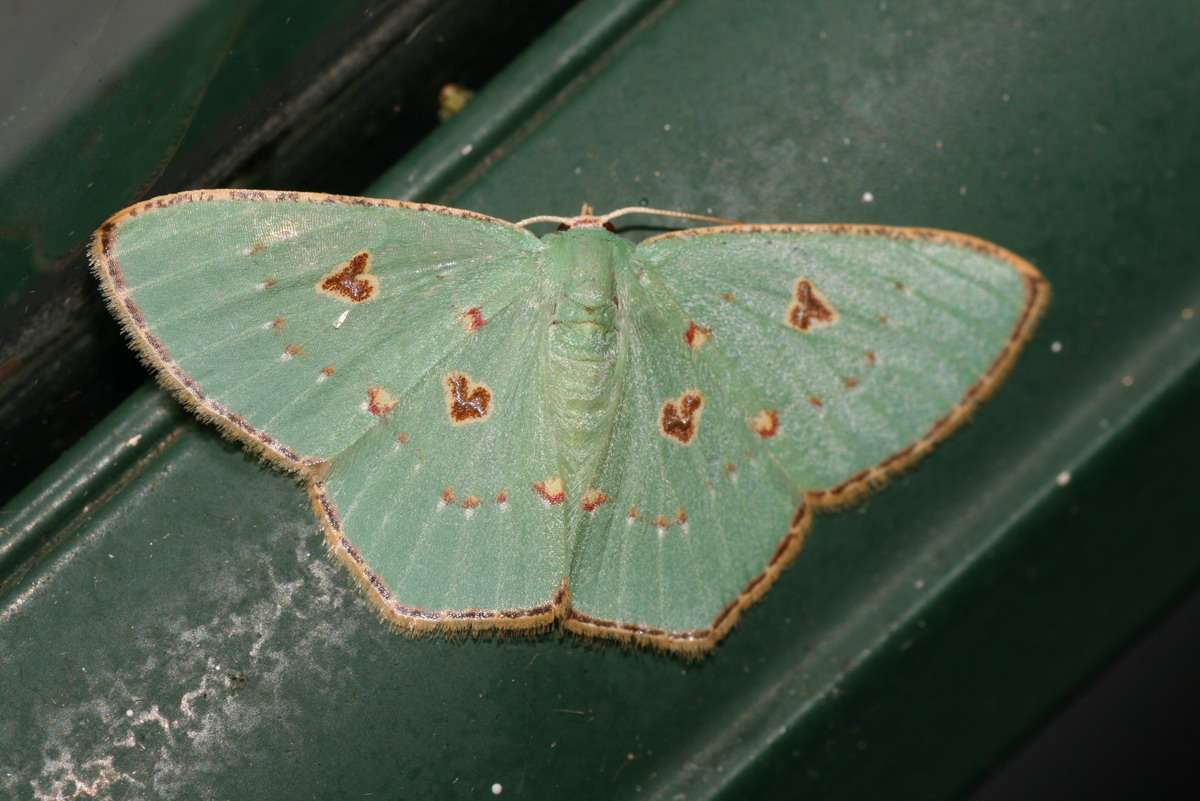